# Phidippus mystaceus
Phidippus mystaceus är en spindelart som först beskrevs av Nicholas Marcellus Hentz 1846.  Phidippus mystaceus ingår i släktet Phidippus och familjen hoppspindlar. Inga underarter finns listade i Catalogue of Life.